# La Longueville

La Longueville este o comună în departamentul Nord, Franța. În 1 ianuarie 2022 avea o populație de 2.061 de locuitori.